# José Joaquín Herrero y Sánchez
José Joaquín Herrero y Sánchez (Requena, 1858 – Madrid, 1945) fou un polític valencià, diputat a les Corts Espanyoles durant la restauració borbònica.
Llicenciat en dret, fou amic personal de José Canalejas y Méndez. Fou elegit diputat del Partit Liberal pel districte de Torroella de Montgrí a les eleccions generals espanyoles de 1886 i pel de Girona a les eleccions generals espanyoles de 1893, 1898, 1899 i 1901.
Després fou nomenat senador per la província de Ciudad Real el 1905-1907, per la Universitat de València el 1910-1911, per la província d'Albacete el 1916-1917 i per la Reial Acadèmia de Belles Arts el 1923.